# 황위안 (배우)
황위안(중국어 정체자: 黃遠, 병음: Huáng Yuǎn, 한자음: 황원, Sean Huang, 1991년 6월 19일 ~ )은 대만의 배우로, 황중쿤의 아이이다. 분명은 황스샹(黃仕翔)이다.

## 방송
- 자위남해
- 산첨지미
- 스카루
- 량진길시

## 영화
- 산중삼림